# Sticciano
Sticciano is een plaats (frazione) in de Italiaanse gemeente Roccastrada.

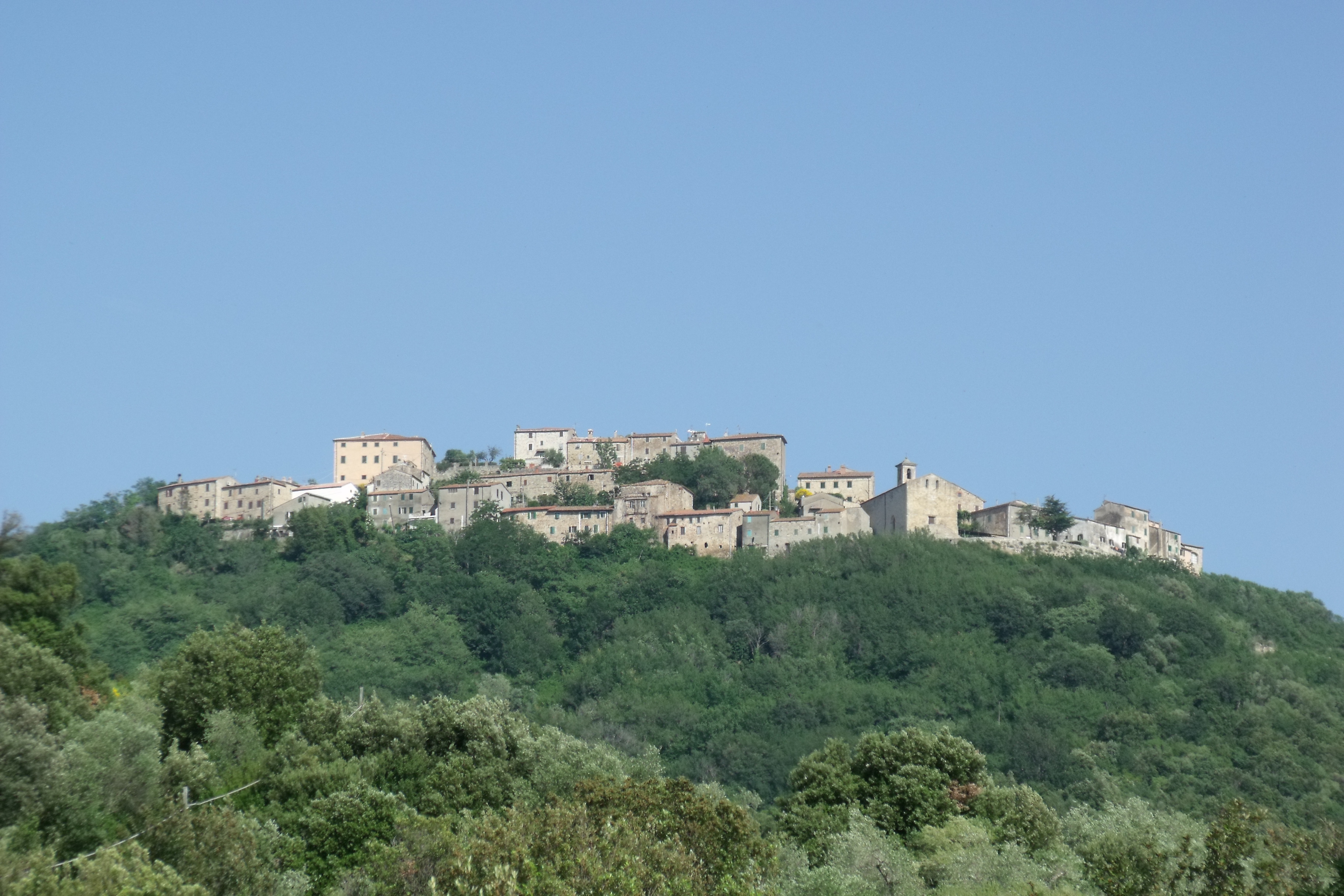
Sticciano
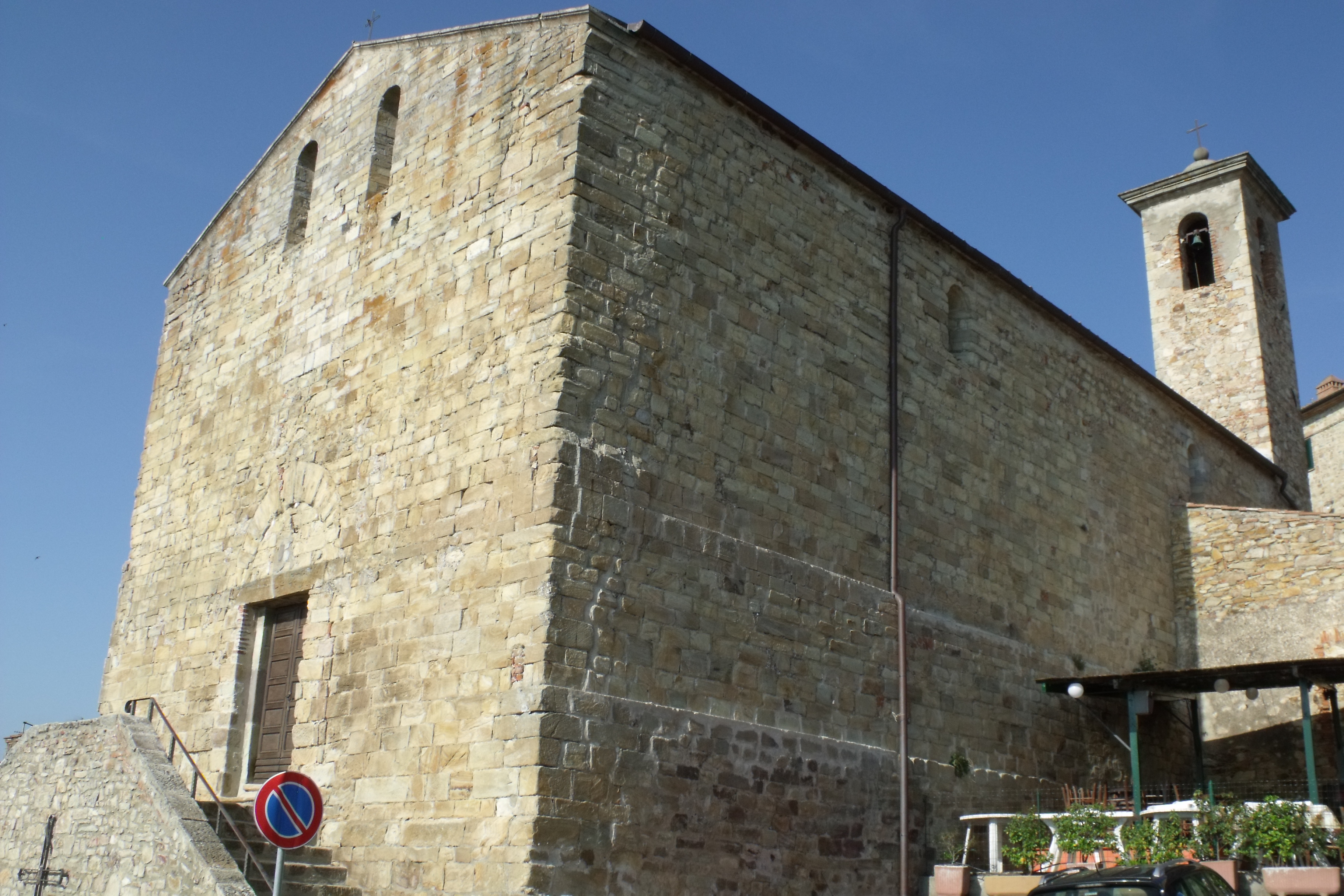
Kerk van Sticciano